# Acanthastrea hemprichii
Espèce
Statut CITES
Acanthastrea hemprichii est une espèce de coraux appartenant à la famille des Mussidae.